# Magallanodon baikashkenke
Magallanodon baikashkenke — викопний вид примітивних ссавців з клади гондванатерій (Gondwanatheria). Існував наприкінці крейди (72-68 млн років тому).

## Назва
Родова назва Magallanodon вказує на регіон Магальянес, де знайдені рештки тварини. Видова назва baikashkenke походить з мови індіанців теуелче та перекладається як «Дідусева долина» — це аборигенна назва долини річки Ріо-де-Лас-Чінас, де знаходиться типове місцезнаходження виду.

## Скам'янілості
Вид відомий з решток декількох зубів, знайдених у кар'єрі в долині річки Ріо-де-Лас-Чінас на півдні Чилі у відкладеннях формації Доротея.